# Torpedo alexandrinsis
Torpedo alexandrinsis — малоизученный вид скатов рода гнюсов семейства гнюсовых отряда электрических скатов. Это хрящевые рыбы, ведущие донный образ жизни, с крупными, уплощёнными грудными и брюшными плавниками, образующими диск. Для защиты и атаки они могут генерировать электрический ток. Обитают в Красном море. Данные о присутствии этого вида в Средиземном море сомнительны. Размножаются яйцеживорождением. Не представляют интереса для коммерческого рыболовства. Вид назван по географическому месту обитания (Александрия, Египет). 